# Hồ Tuyền Lâm

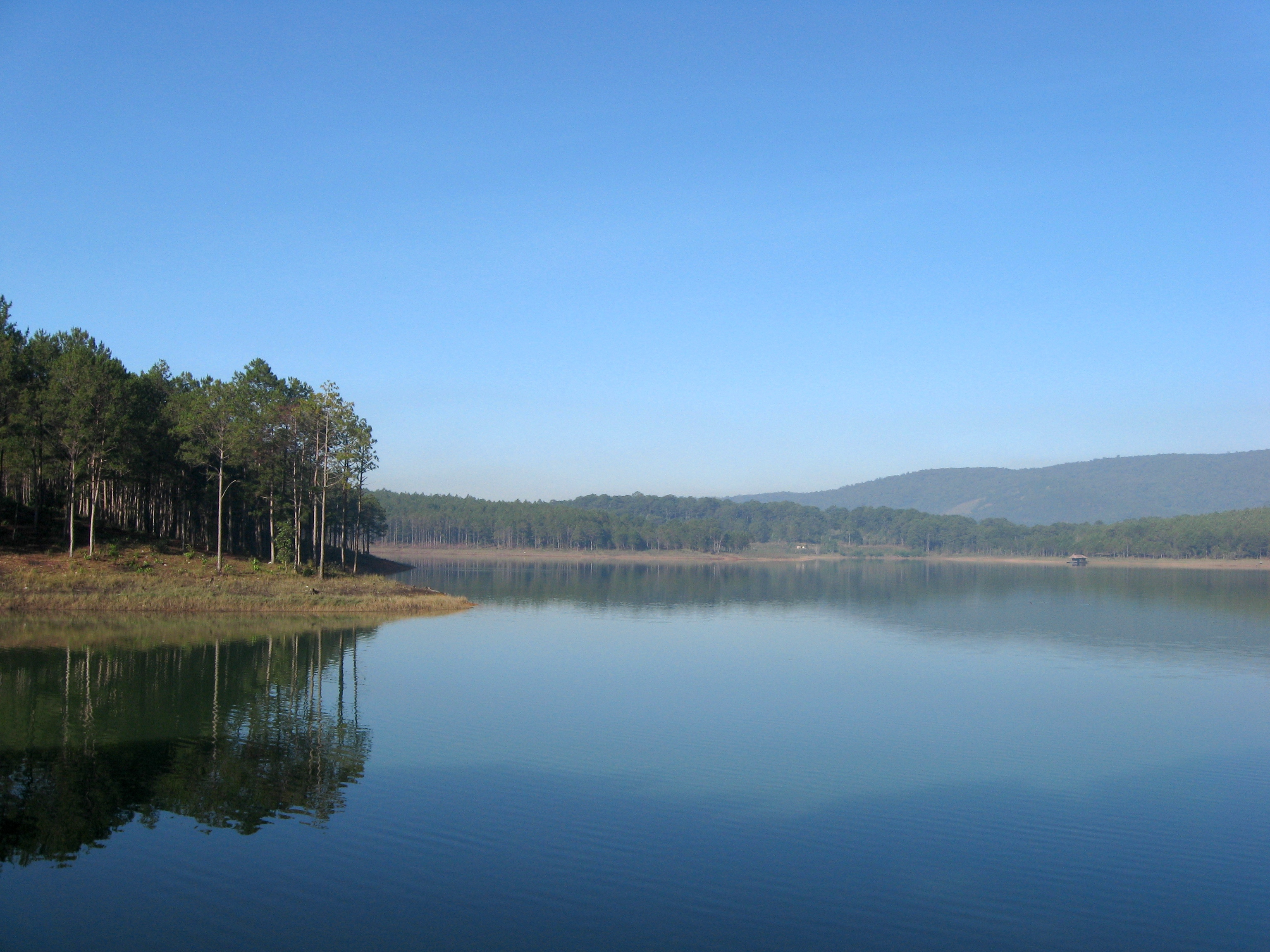
Hồ Tuyền Lâm

Hồ Tuyền Lâm là một hồ nước thuộc thành phố Đà Lạt tỉnh Lâm Đồng. Đây là hồ nước ngọt rộng nhất Ðà Lạt, với diện tích khoảng 320 ha, nằm cách trung tâm thành phố Đà Lạt 7 km và cách thác Ðatanla 2 km. Hồ nằm gần núi Phụng Hoàng, đây được xem là khu phức hợp tập trung nhiều cảnh quan đẹp và dịch vụ du lịch phong phú.
Hồ Tuyền Lâm là một trong 21 khu du lịch quốc gia Việt Nam. Hồ có nhiều ốc đảo nhỏ và được bao bọc bởi khu rừng thông. Thiền viện Trúc Lâm là một thiền viện nằm ở phía Đông Bắc hồ nước này. Một đập nước được xây dựng tại đây với chức năng điều tiết nước. Hiện đang có dự án xây dựng khu du lịch nghỉ dưỡng, sân golf và khu săn bắn bên hồ.

## Lịch sử
Trong thời kỳ kháng chiến, khu vực hồ Tuyền Lâm là một căn cứ quan trọng cho cuộc kháng chiến và được biết đến với các tên gọi như khu Suối Tía.
Từ năm 1982 đến năm 1987, Ty thủy lợi Lâm Đồng, cho xây dựng một hồ nước chắn ngang suối Tía (Da Trea) đặt tên là hồ Quang Trung. Về sau mới đổi tên là hồ Tuyền Lâm. Sở dĩ có tên gọi này là vì đây là nơi gặp gỡ giữa sông, suối và cây rừng.
Ngày 30-8-1998, Bộ Văn hoá – Thông tin đã ra Quyết định số 1811/QĐ/BT công nhận hồ Tuyền Lâm là Di tích Lịch sử – Văn hoá cấp quốc gia.